# جوليان فيالي
جوليان فيالي (بالفرنسية: Julien Viale)‏ (13 فبراير 1982 في ليون) لاعب كرة قدم فرنسي يلعب حاليا لصالح نادي الدرجة الثانية أجاكسيو الفرنسي في مركز المهاجم .

## المسيرة الرياضية
بدأ فيالي مسيرته الرياضية في نادي ليون سنة 2003 وساهم في الفوز ببطولة دوري الدرجة الأولى في موسم 2003-2004 . في نهاية الموسم انتقل إلى نادي ستاد رانس وفي السنة التالية انتقل إلى نادي إستر . في سنة 2007 انتقل إلى نادي بريست وفي السنة التالية انتقل إلى نادي أجاكسيو .

## روابط خارجية
- جوليان فيالي على موقع قاعدة بيانات كرة القدم.إي يو (الإنجليزية)
- جوليان فيالي على موقع ليكيب (الفرنسية)
- جوليان فيالي على موقع Soccerbase.com (لاعب) (الإنجليزية)
- جوليان فيالي على موقع Soccerway.com (الإنجليزية)
- جوليان فيالي على موقع عالم كرة القدم.نت (الإنجليزية)
- جوليان فيالي على موقع كووورة
- جوليان فيالي على موقع GSA (الإنجليزية)